# Moore Ruble Yudell Architects & Planners
Moore Ruble Yudell Architects & Planners ist ein US-amerikanisches Architekturbüro, das weltweit eine große Anzahl von Bauten geplant und ausgeführt hat. In Deutschland ist es bekannt für den Bau der Botschaft der Vereinigten Staaten in Berlin am Pariser Platz.

## Geschichte, Zusammensetzung, Werk
Der Architekt Charles Willard Moore war bereits seit den 1960er Jahren recht erfolgreich. 1977 gründete er mit John Ruble und Buzz Yudell ein gemeinsames Büro. Das Architekturbüro Moore Ruble Yudell Architects & Planners gehört zu den prominenten Vertretern der Postmoderne. In den 1980er Jahren planten Moore Ruble Yudell mehrere Bauten der Internationalen Bauausstellung 1987 in Berlin. Die Wohnbebauung am Tegeler Hafen und die Humboldt-Bibliothek stehen unter Denkmalschutz. 1993 starb Charles Moore, das Büro führt seinen Namen jedoch weiter. Moore Ruble Yudell planten den Bau der Vereinigten Staaten am Pariser Platz in Berlin. 1996 fand ein Architektenwettbewerb statt. Ausgeführt wurde der Bau 2003–2008.

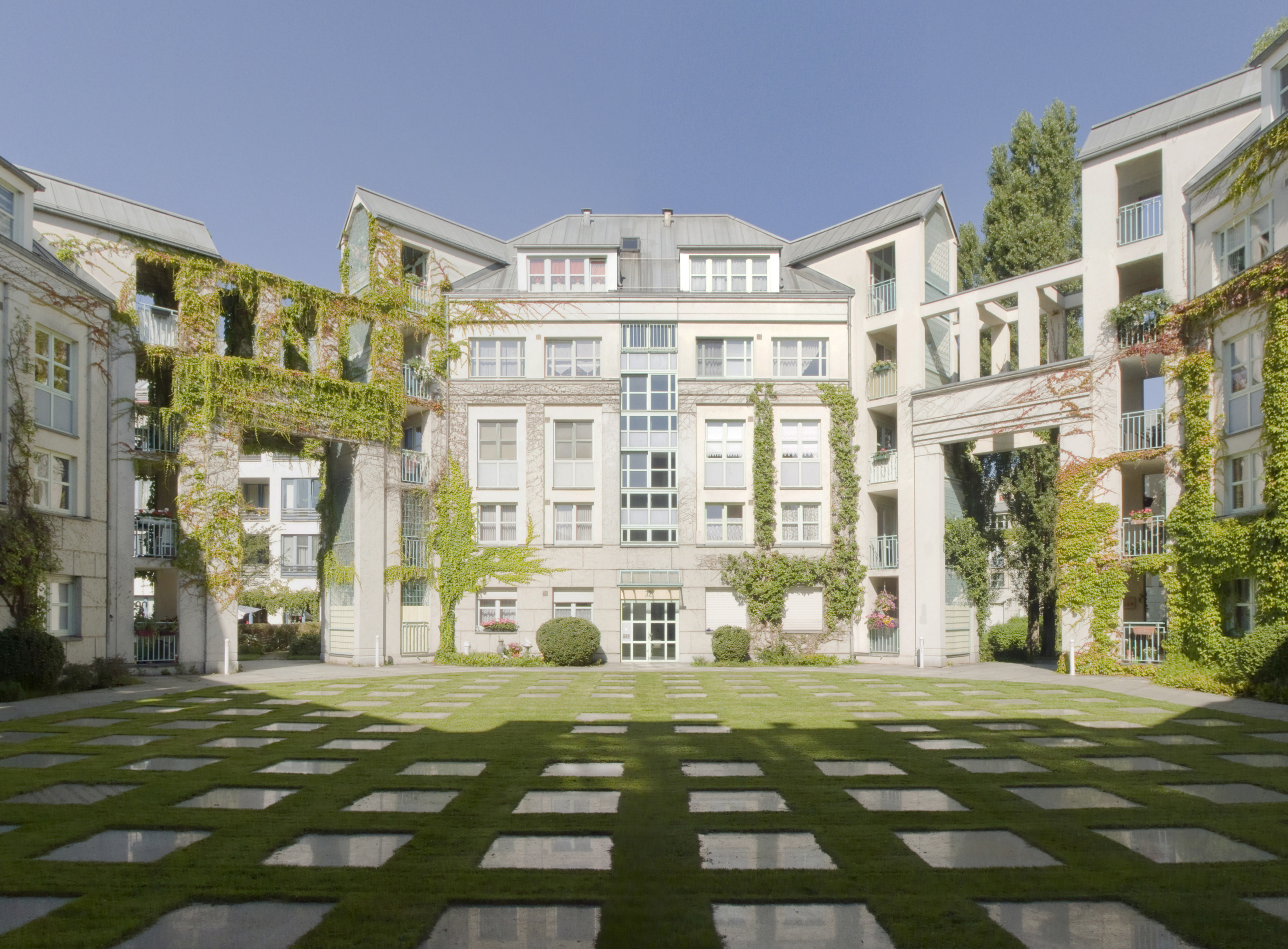
Wohnanlage am Tegeler Hafen, Berlin

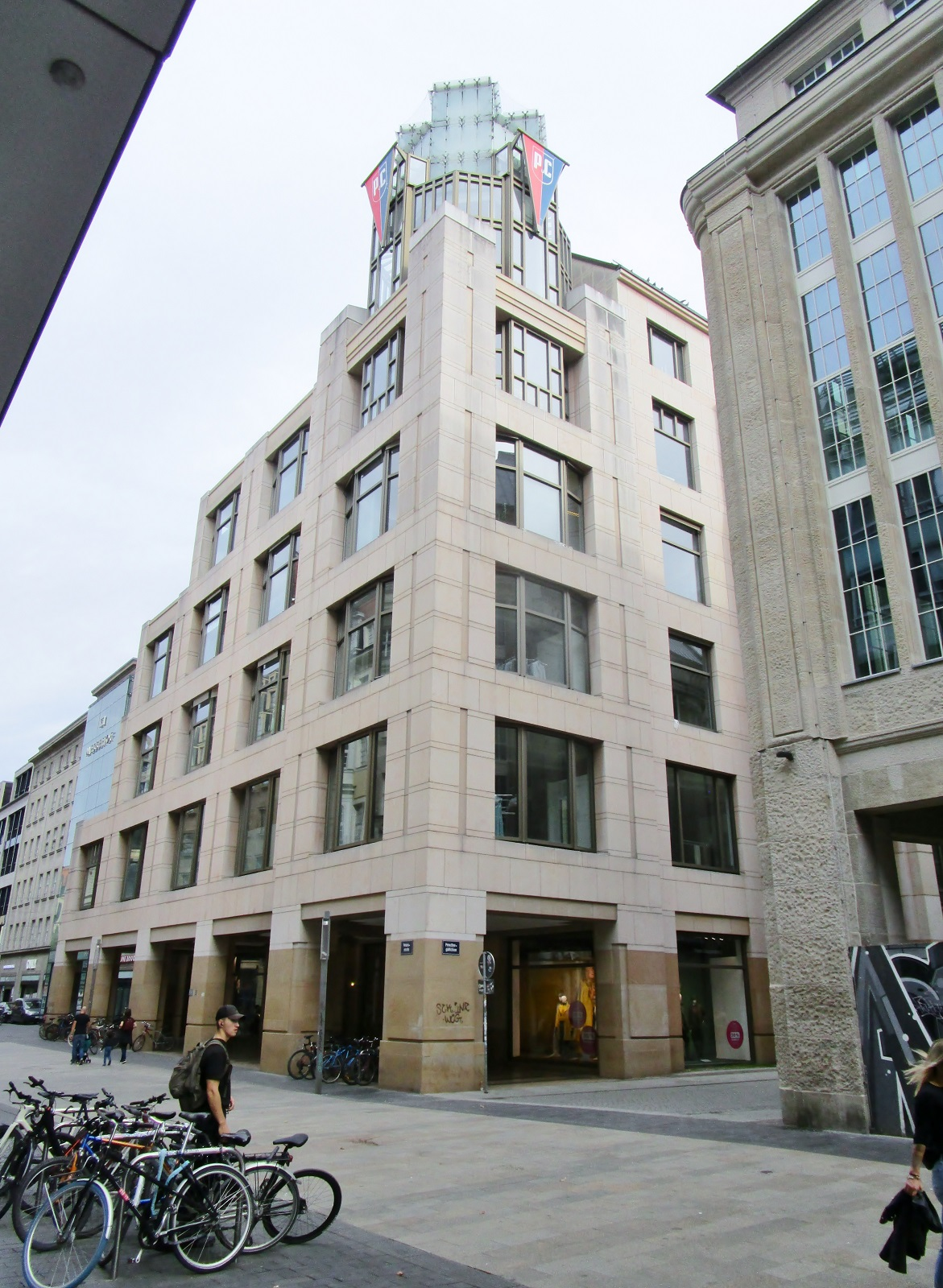
Peek & Cloppenburg in der Petersstraße, Leipzig

## Ausgeführte Planungen (Auswahl)
- 1979–1983: St. Matthew’s Episcopal Church, Pacific Palisades[5]
- 1980–1987: Masterplan und Bauten am Tegeler Hafen in Berlin und Humboldt-Bibliothek[6] im Rahmen der Internationalen Bauausstellung 1987 (IBA 87)
- 1984–1993: Bel Air Presbyterian Church, Los Angeles
- 1985–1988: Church of the Nativity, Rancho Santa Fe
- 1986–1989: First Church of Christ Scientist, Glendale
- 1988–1990: Beverly Hills Civic Center, Beverly Hills
- 1989–1992: Gethsemane Episcopal Cathedral, Fargo
- 1990–1993: Wohnhaus Villa Superba, Venice
- 1991–1998: Wohnbebauung Berliner Straße, Potsdam[7]
- 1992–1994: Kaufhaus Peek & Cloppenburg, Petersstraße, Leipzig, zusammen mit RKW Architektur (Rhode, Kellermann, Wawrowsky)[8]
- 1992–1995: Campus der National Dong Hwa University, Hualien
- 1992–1998: Erweiterungsbau der Hugh & Hazel Darling Law Library, University of California, Los Angeles
- 1992–1999: Städtebaulicher Rahmenplan und Wohnbebauung in Berlin-Karow-Nord[9]
- 1993–1998: Sherman Fairchild Library of Engineering and Applied Science, California Institute of Technology, Pasadena
- 1994–2001: Clarice Smith Performing Arts Center, University of Maryland, College Park
- 1995: Haas School of Business, University of California, Berkeley
- 1996–2005: Robert E. Coyle United States Courthouse, Fresno
- 1996–2008: Botschaft der Vereinigten Staaten, Pariser Platz, Berlin-Mitte[10]
- 1997–1999: Masterplan für den Umbau des Bahnhof Göttingen
- 1999–2000: Verband der Privaten Bausparkassen, Klingelhöferdreieck, Berlin-Tiergarten
- 1999–2004: Joseph A. Steger Student Life Center, University of Cincinnati, Ohio
- 2001–2005: McLaughlin Cluster Student Housing, Dartmouth College, Hanover
- 2010–2012: Campus der ShanghaiTech University, Shanghai